# Pavilon Brno
Pavilon Brno, uváděný také jako Pavilon města Brna, se nachází ve vstupním areálu brněnského výstaviště a byl dostavěn v roce 1928 dle projektu architekta Bohuslava Fuchse. V konstrukční typologii stavby lze rozeznat dohodu o shodné koncepci objektu s architektem Vlastislavem Chroustem, který projektoval sousední Pavilon Morava.

## Popis
Hranolová stavba na podélném půdoryse směřuje téměř dle osy východ-západ. Monumentální široké vstupní schodiště doplněné plným zábradlím zaujímá téměř polovinu délky budovy. Směřuje ke vstupní části průčelí, která je vertikálně členěna pěti pásy oken v celé své výšce. Dvoje dvoukřídlé dveře jsou do nich přirozeně začleněny. Doplňuje je plastika muže držícího cihlu a ženy s tkalcovským člunkem od sochaře Josefa Kubíčka. Východní část budovy vstupního průčelí je pročleněna pěti obdélnými okny. Zadní průčelí je prolomeno čtyřmi obdélnými okny, původně bylo kvůli vyrorvnání terénu umístěno zčásti na pilířích. Jeho dominantním prvkem je vnější točité schodiště na volně stojícím dříku sloupu, které může sloužit jako nouzový východ z horního patra.

### Interiér
Ve vstupní části se nachází patrová hala propojující obě podlaží. V nich jsou umístěny výstavní sály o rozměrech 21×10 metrů. Horní patro je osvětleno 5 světlíky prolomenými v rovné střeše.

### Konstrukce
Základem budovy je železobetonová konstrukce doplněná obkladačkami cihlové barvy, která byla původně zčásti umístěna na pilířích.

## Přestavby
Dle projektu Máčela a Alexa byl v 50. letech zastavěn původně volný parter, rovněž byla vytvořena přístavba s kancelářemi u vstupního prostoru.